# Karl Link
Karl Link (ur. 27 lipca 1942 w Herrenbergu) – niemiecki kolarz torowy i szosowy reprezentujący Niemcy Zachodnie, dwukrotny medalista olimpijski i trzykrotny medalista torowych mistrzostw świata.

## Kariera
Na igrzyskach olimpijskich w Tokio sportowcy RFN i NRD startowali pod jedną flagą, a Link wspólnie z kolegami triumfował w drużynowym wyścigu na dochodzenie. Cztery lata później, podczas igrzysk w Meksyku zajął drugie miejsce w tej samej konkurencji, już w barwach RFN. Na ostatnim okrążeniu finałowego wyścigu Jürgen Kißner zaczął odstawać i kiedy Karl-Heinz Henrichs go mijał lekko pchnął kolegę z zespołu do przodu. Niemcy na mecie wyprzedzili Duńczyków o 3,5 sekundy. Kißner urodził się w NRD i reprezentanci tego kraju złożyli protest, twierdząc, że wspomniane pchnięcie jest niezgodne z regulaminem. Po 15 minutach narady sędziowie zdyskwalifikowali drużynę RFN, złoto przyznali Duńczykom, srebro Włochom, a brąz ZSRR. Wtedy to reprezentacja RFN złożyli protest, zauważając, że drużyny Włoch i ZSRR nie powinny być klasyfikowane przed nimi. Po kolejnej konferencji złoto przyznano Duńczykom, a brąz Włochom, drugie miejsce pozostawiając puste. Dopiero na spotkaniu Międzynarodowej Unii Kolarskiej w listopadzie 1968 roku reprezentantom RFN przyznano srebrne medale. W drużynowym wyścigu na dochodzenie był ponadto trzykrotnym medalistą mistrzostw świata amatorów. Sięgał po złoto (MŚ 1964 w Paryżu), srebro (MŚ 1966 we Frankfurcie) i brąz (MŚ 1967 w Amsterdamie).